# Власть прессы
«Власть прессы» (англ. The Power of the Press) — комедийный фильм 1928 года.

## Сюжет
Молодой репортёр Клем Роджерс получает известность, освещая убийство окружного прокурора. На месте преступления Роджерс видит, как дом покидает дочь будущего мэра, и вскоре во всех новостях сообщается, что она причастна к преступлению. Девушка отрицает свою причастность; репортёр, начиная расследование, вскрывает сложную политическую подоплёку…

## В ролях
- Дуглас Фэрбенкс-мл. — Клем Роджерс
- Джобина Ролстон — Джейн Этуилл
- Милдред Харрис — Мэри Уэстон
- Уилер Окман — Ван
- Чарльз Клэри